# 셀로비오스
셀로비오스(영어: cellobiose)는 화학식이 C12H22O11인 이당류이다. 환원당인 셀로비오스는 2개의 β-포도당 분자가 β(1→4) 글리코사이드 결합으로 연결된 화합물이다.
셀로비오스는 효소에 의해 포도당으로 가수분해될 수 있으며, 또는 산처리에 의해 가수분해될 수 있다. 셀로비오스는 8개의 유리 하이드록시기와 1개의 아세탈, 1개의 헤미아세탈을 가지고 있어서 강한 분자 간 수소 결합, 또는 분자 내 수소 결합을 형성할 수 있다. 셀로비오스는 셀룰로스 및 면화, 황마, 종이와 같은 셀룰로스가 풍부한 물질을 효소적으로 가수분해하거나 산처리 가수분해를 함으로써 얻을 수 있다.
셀로비오스는 크론병 및 흡수불량에 대한 탄수화물 지표로 사용될 수 있다.
셀룰로스를 아세트산무수물과 황산으로 처리하면 셀로비오스 옥토아세테이트(cellobiose octoacetate)가 생성되는데, 셀로비오스 옥토아세테이트는 더 이상 수소 결합의 공여체가 아니며(여전히 수소 결합 수용체이지만), 비극성 유기 용매에 용해된다.